# Colocasiomyia micheliae
Colocasiomyia micheliae är en tvåvingeart som beskrevs av Yafuso, Sultana, Sasaki och Masanori Joseph Toda 2000. Colocasiomyia micheliae ingår i släktet Colocasiomyia och familjen daggflugor. Inga underarter finns listade i Catalogue of Life.